# Tamariša
Tamariša, tudi tamarisk (znanstveno ime Tamarix) je rod grmovnic ali dreves, ki združuje okoli 50-60 vrst cvetnic v družini tamariševke (Tamaricaceae), ki izvira iz suhih območij Evrazije in Afrike. Ime izvira iz latinščine in naj bi se nanašalo na reko Tamaris v pokrajini Hispania Tarraconensis v Španiji.
Grmovje ali drevesa so lahko zimzelena ali listopadna, visoka od 1-18m in tvorijo gosto grmišče. Najvišji predstavnik je zimzeleno drevo Tamarix aphylla. Običajno rastejo na slanih tleh, kjer lahko koncentracija topne soli v zemlji doseže tudi 15.000mg/kg prsti, prenašajo pa tudi alkalne pogoje. Za tamariše so značilne vitke veje in sivo-zeleno listje. Lubje mladih vej je gladko in rdeče-rjavo. S staranjem rastline lubje postane modro-vijolične barve, nagubano in brazdasto. Listi so 1-2mm dolgi in se prekrivajo vzdolž stebla. Pogosto so prevlečeni s slankastimi izločki. Roza-beli cvetovi se pojavljajo v gostih skupkih na 5-10cm dolgih konicah vej od marca do septembra, čeprav nekatere vrste (npr. Tamarix aphylla) lahko cvetijo tudi med zimo.

## Nekatere vrste
| \| - Tamarix africana - Tamarix androssowii - Tamarix aphylla - Tamarix arceuthoides - Tamarix austromongolica - Tamarix boveana - Tamarix canariensis - Tamarix chinensis - Tamarix dalmatica - Tamarix dioica - Tamarix elongata - Tamarix gallica - Tamarix gansuensis - Tamarix gracilis - Tamarix hampeana - Tamarix hispida \| - Tamarix hohenackeri - Tamarix indica - Tamarix jintaenia - Tamarix juniperina - Tamarix karelinii - Tamarix laxa - Tamarix leptostachys - Tamarix meyeri - Tamarix mongolica - Tamarix parviflora - Tamarix ramosissima - Tamarix sachuensis - Tamarix smyrnensis - Tamarix taklamakanensis - Tamarix tarimensis - Tamarix tenuissima - Tamarix tetrandra \| | |
| - Tamarix africana - Tamarix androssowii - Tamarix aphylla - Tamarix arceuthoides - Tamarix austromongolica - Tamarix boveana - Tamarix canariensis - Tamarix chinensis - Tamarix dalmatica - Tamarix dioica - Tamarix elongata - Tamarix gallica - Tamarix gansuensis - Tamarix gracilis - Tamarix hampeana - Tamarix hispida | - Tamarix hohenackeri - Tamarix indica - Tamarix jintaenia - Tamarix juniperina - Tamarix karelinii - Tamarix laxa - Tamarix leptostachys - Tamarix meyeri - Tamarix mongolica - Tamarix parviflora - Tamarix ramosissima - Tamarix sachuensis - Tamarix smyrnensis - Tamarix taklamakanensis - Tamarix tarimensis - Tamarix tenuissima - Tamarix tetrandra |